# Джеррі Магвайр
«Джеррі Магвайр» (англ. Jerry Maguire) — американський фільм режисера Кемерона Кроу з Томом Крузом у головній ролі. Виконавець ролі другого плану Куба Гудінг (молодший) за роботу у фільмі удостоївся премії «Оскар».
Звільнений за критику керівництва, спортивний агент Джеррі Магуайер вирішує створити свою фірму. Лише дві людини вірять у нього — закохана в Джеррі Дороті, і Род Тідвелл — талановитий, але пихатий спортсмен. Проте Джеррі готовий поставити на карту все, щоб довести, що спортивний бізнес може бути чесним.

## Сюжет
Джеррі Магвайр  — успішний 35-річний спортивний агент. Він працює у «Sports Management International» (SMI), для якої виявляє талановитих спортсменів. Джеррі має гроші та славу, але його гнітить, що в його роботі на першому місці прибутки, а не здоров'я клієнтів. Останньою краплею стає травма хокеїста, через яку той втрачає велику суму. Його син винить у цьому Магвайра. Отож, Джеррі пише меморандум, де описує нову стратегію — потрібно мати менше клієнтів, у яких бачити передусім людей, і тоді це стане запорукою й прибутків. Колеги схвалюють його задум, пророкуючи велике майбутнє.
Під час ділового польоту Джеррі зустрічає в літаку Дороті Бойд, 26-річну вдову, яка працює в бухгалтерії компанії та ростить сина Рея. В аеропорту Джеррі допомагає їй знайти сина, що заліз на конвеєр для багажу. Дороті дізнається про задум Джеррі та захоплюється його розповіддю.
Керівництво SMI, невдоволене словами Джеррі, боїться втратити прибутки, і звільняє його. Повідомити про це воно доручає лицемірному Бобові Шугару. Джеррі по телефону відмовляє гравця регбі-клубу «Арізона Кардиналс» Рода Тідвелла підписувати контракт зі SMI. Але спортсмену потрібні гроші заради вагітної дружини Марсі та малолітнього сина Тайсона. Род перевіряє чесність Джеррі, повторюючи «Покажи мені гроші!». Тим часом Шугар переконує решту клієнтів Джеррі вдатися до послуг SMI.
Покидаючи офіс SMI, Джеррі оголошує, що створить власне агентство, і, забравши акваріумну рибку (в якої, за його словами, більше чесності, ніж інших агентів), пропонує приєднатися до нього. Але з усіх погоджується лише Дороті. Тим часом Френк «Куш» Кушмен, перспективний квотербек, дослухається до Шугара та підписує контракт зі SMI за годину до зустрічі з Магуайером.
Джеррі свариться зі своєю нареченою Ейвері, яка не вірить в його успіх. На своє розчарування, він дізнається, що Френк обрав Шугара своїм агентом. Але попри все Магвайр надихає Рода, який вважає, що його найкращі часи вже минули. Потім він знайомиться ближче з Дороті, хоча не подобається її сестрі Лорел.
Род лишається єдиним клієнтом Джеррі. Вони різко критикують один одного: Род каже, що Джеррі не викладається на повну, шукаючи для нього контракти, а Джеррі заявляє, що Род непереконливо показує свої здібності. Джеррі закінчує суперечку словами «Допоможи мені допомогти».
Джеррі та Дороті йдуть у ресторан, а потім проводять разом ніч. Дороті захищає практично розореного Джеррі перед Родом і Марсі, а потім обмірковує переїзд до Сан-Дієго, де є пропозиція хорошої роботи. Джеррі несподівано робить пропозицію одружитися, маючи на меті скоротити витрати на страховку і житло. Попри невдоволення Лорел, вони одружуються, а Род співає на їхньому весіллі.
Дослухавшись до критики з боку Джеррі, Род здобуває вражаючу перемогу, що повертає йому визнання. Тим часом шлюб Джеррі з Дороті переживає кризу, вони вирішують розійтися. Род відчуває негаразди в сім'ї друга, той каже, що сплутав відданість із коханням. Але Род на це відповідає, що тоді його шлюб насправді вдалий.
Під час футбольного матчу Род, за яким спостерігають численні родичі, добре грає, але зазнає травми і його команда, здавалося б, іде у плей-оф уперше за багато років. За цим слідує реклама, в якій спортсмени зображаються як банківські картки. Марсі коментує це словами «Покажіть мені чоловіка!». Джеррі заспокоює Марсі по телефону. Род, пригадавши дружину та Джеррі, встає, зберігаючи свою команду в грі. Він стає всенародним улюбленцем, за цим спостерігають Шугар і Френк, який запитує чому в них не так. Вони намагаються обнятись, але Шугар зізнається, що ненавидить свого клієнта.
Джеррі летить додому, щоб зустрітися з Дороті, яка відвідує дівич-вечір розлучених жінок. Дороті каже подругам, що кохає Джеррі, а той визнає, що йому бракувало дружини, яка вірить в його чесність. Род бере участь у токшоу, в якому дізнається, що йому запропоновано вигідний контракт, який дозволить Роду завершити професійну кар'єру в «Арізона Кардиналс». Він дякує Джеррі, який підтримав його і тепер Род має гроші для родини.
На сімейній прогулянці Джеррі та Дороті обговорюють чи буде їхній син спортсменом. Фільм закінчується словами Діка Фоса: «Я не зможу навчити вас, як жити, тому що я теж знав злети та падіння. Але я люблю дружину, люблю своє життя і бажаю того ж і вам».

## У ролях
| Актор                  | Роль            |
| ---------------------- | --------------- |
| Том Круз               | Джеррі Магуайер |
| Рене Зеллвегер         | Дороті Бойд     |
| Куба Гудінг (молодший) | Род Тідвелл     |
| Келлі Престон          | Ейвері Бішоп    |
| Джеррі О'Коннелл       | Френк Куш       |
| Бонні Гант             | Лорел Бойд      |
| Реджина Кінг           | Марсі Тідвелл   |
| Джей Мор               | Боб Шугар       |
| Джонатан Ліпніцкі      | Рей Бойд        |
| Тодд Луізо             | Чед             |
| Ерік Штольц            | Ітан Волнір     |
| Джеремі Суарес         | Тайсон Тідвелл  |
| Овен Спірс             | Тіпі Тідвелл    |
| Бо Бріджес             | Мет Гусман      |
| Дрейк Белл             | Джессі Ремо     |
| Гленн Фрей             | Денніс Вілбурн  |
| Марк Пеллінгтон        | Білл Дулєр      |
| Інгрід Бір             | Анна-Луїза      |
| Анджела Геталс         | Кеті Сандерс    |

## Нагороди та номінації
Премія «Оскар», 1997 рік
- Премія «Оскар» за найкращу чоловічу роль другого плану — Куба Гудінг (молодший) (переможець)
- Премія «Оскар» за найкращий фільм — Кемерон Кроу (номіновано)
- Премія «Оскар» за найкращу чоловічу роль — Том Круз (номіновано)
- Премія «Оскар» за найкращий оригінальний сценарій — Кемерон Кроу (номіновано)
- Премія «Оскар» за найкращий монтаж — Джо Гатшінґ (номіновано)

Премія каналу «MTV», 1997 рік
- Кінонагорода MTV за найкраще виконання — Том Круз (переможець)
- Кінонагорода MTV за найкращий прорив року — Рене Зеллвегер (номіновано)
- Кінонагорода MTV за найкращий фільм

Премія «Золотий глобус», 1997 рік
- Премія «Золотий глобус» за найкращу чоловічу роль — комедія або мюзикл — Том Круз (переможець)
- Премія «Золотий глобус» за найкращий фільм — комедія або мюзикл (номіновано)
- Премія «Золотий глобус» за найкращу чоловічу роль другого плану — кінофільм — Куба Гудінг (молодший) (номіновано)

Премія «Гільдії кіноакторів», 1997 рік
- Найкраща чоловіча роль — Том Круз (номіновано)
- Найкраща чоловіча роль другого плану — Куба Гудінг (молодший) (переможець)
- Найкраща жіноча роль — Рене Зеллвегер (номіновано)

Премія «Гільдії письменників США», 1997 рік
- Найкращий оригінальний сценарій — Кемерон Кроу (номіновано)

Премія «Гільдії режисерів Америки», 1997 рік
- Найкраща режисура в повнометражному фільмі — Кемерон Кроу (номіновано)

Премія «Асоціації кінокритиків Чикаго», 1997 рік
- Найкращий актор другого плану — Куба Гудінг (молодший) (переможець)

Премія «Європейський кіноприз», 1997 рік
- Screen International Award — Кемерон Кроу (переможець)